# Геодезична обсерваторія Ветцель
Геодезична обсерваторія Ветцель (нім. Geodätische Observatorium Wettzell) розташована у Німеччині на горі Вагнерберг 616 м заввишки, на захід від міста Ветцель в районі Кам у Баварському лісі.

## Історія

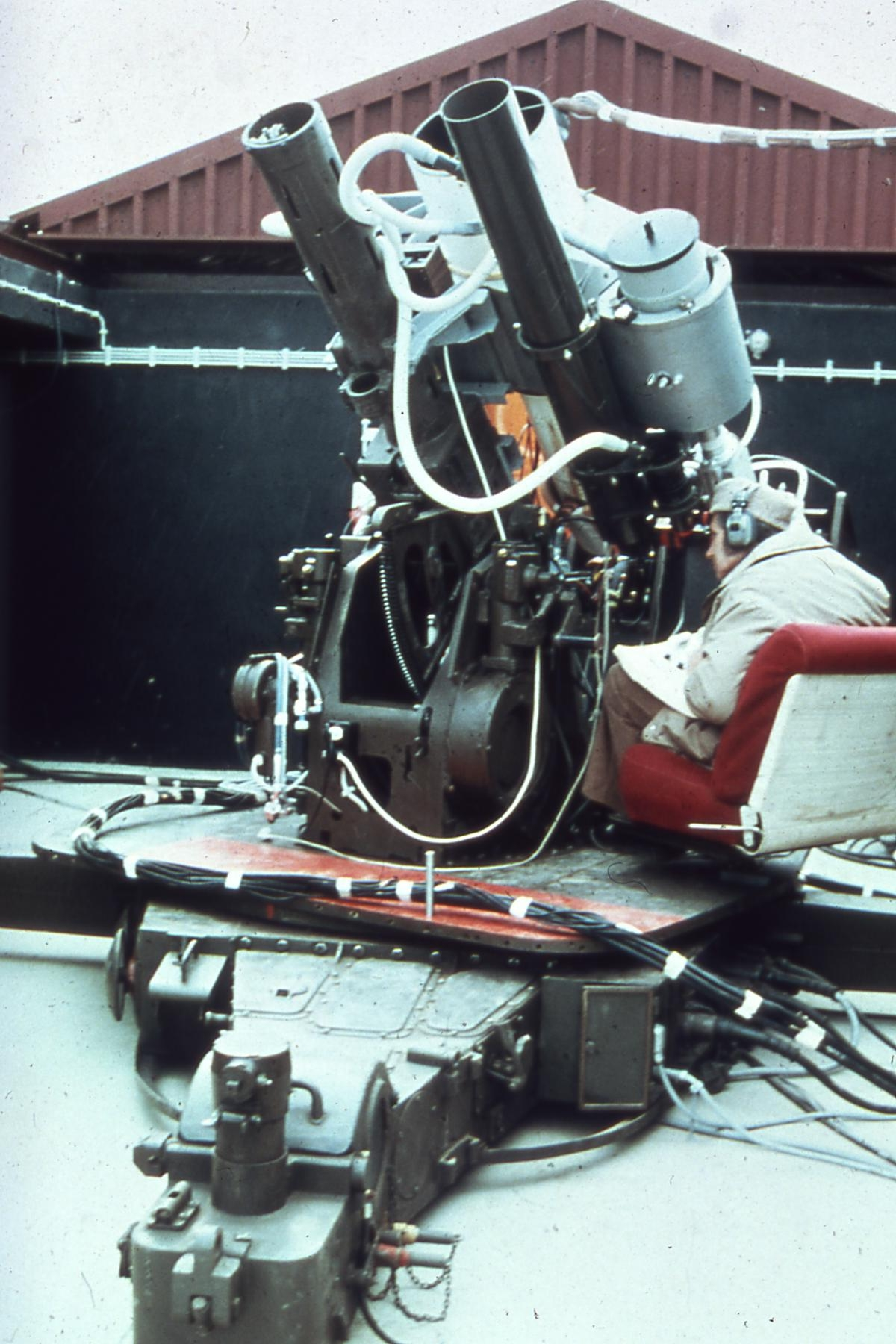
Лазерна далекомірна система першого покоління SRS, 1973

Обсерваторія була заснована в 1970 році біля тодішньої «залізної завіси», щоб мати найтемніше нічне небо з низьким світловим забрудненням і незначний рух літаків, які могли б створювати завади для супутникової та місячної лазерної локації.
Початок станції супутникового спостереження Ветцель сягає дослідницького проєкту Технічного університету Мюнхена та Інституту прикладної геодезії з оптичного спостереження та визначення орбіти геодезичних супутників Землі. У той час від нової галузі супутникової геодезії очікували великого прогресу в глобальних вимірюваннях Землі. Оптичні спостереження, які проводили до кінця 1970-х років, включали реєстрацію проходження супутників за допомогою подвійного астрографа Zeiss і камери Zeiss BMK 75 для супутникової тріангуляції, а також спостереження для визначення довготи і широти.
У співпраці з Німецьким аерокосмічним науково-дослідним інститутом (нині Німецький аерокосмічний центр) в 1972 році у Ветцелі ввели в експлуатацію першу лазерну систему вимірювання відстані, що складалась з зенітної установки та рубінового лазера. 8 квітня 1973 року в Німеччині за допомогою лазера вперше виміряли відстань до супутника (GEOS-1). Однак проведення великої кількості рутинних спостережень стало можливим лише з наступними комп'ютеризованими системами, такими як SRS (Satellite Ranging System, Супутникова система вимірювання дальності, 1977—1991) і WLRS (Wettzell Laser Ranging System, Ветцельська лазерна система вимірювання дальності, з 1991). WLRS також використовувалась для вимірювання відстані до відбивачів на Місяці.
У середині 1970-х років станцію розширили за допомогою мікрохвильових приладів. З 1974 року для визначення точок у геодезії регулярно проводять доплерівські вимірювання на супутниках N.N.S.S. (Navy Navigational Satellite System, Військово-морська навігаційна супутникова система). З 1979 по 1981 рік провели перші випробувальні вимірювання для супутникової навігаційної системи NAVSTAR GPS, причому Ветцель був одним із чотирьох таких станцій стеження у світі. Доплерівські вимірювання припинилися в 1993 році після того, як N.N.S.S. було замінено повною версією GPS.
З введенням в експлуатацію радіотелескопа в 1983 році станція спостереження супутників стала фундаментальною геодезичною станцією, де в одному місці поєднані різні геодезичні просторові методи радіоінтерферометрії з наддовгою базою, лазерної локації супутників і супутникової навігації. З 2012 року обсерваторія має два додаткові подвійні телескопи.

## Задачі

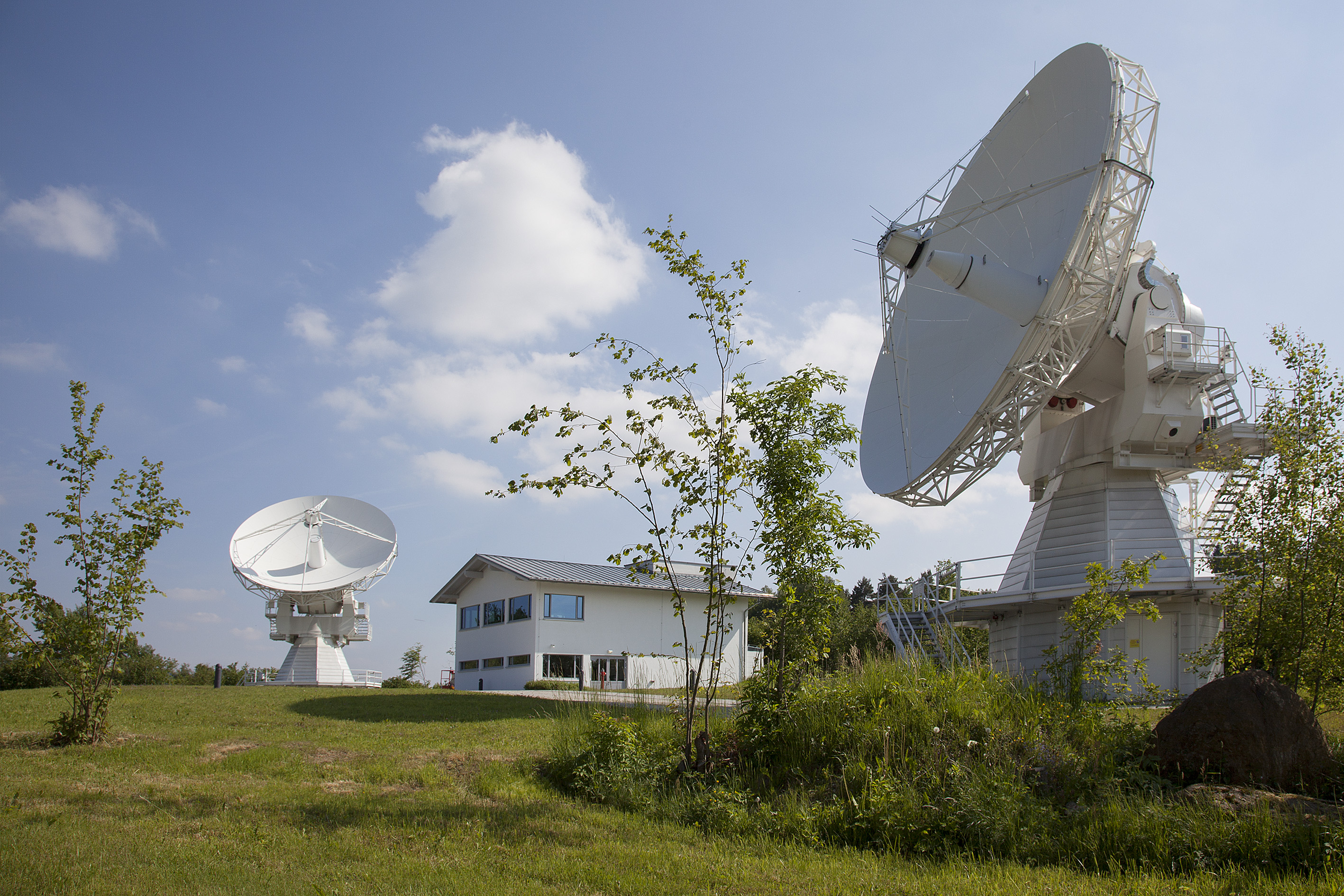
Подвійні телескопи з операційним корпусом, 2015 рік

Обсерваторією керує Федеральна служба картографії та геодезії спільно з Мюнхенським технічним університетом. Ціллю обсерваторії є вимірювання земної поверхні.
Як спостережна станція, обсерваторія Ветцель має завдання отримувати дані вимірювань для геодезичних космічних методів VLBI, SLR, GNSS і DORIS. Ці дані використовують для визначення глобальних систем відліку координат, які використовують для навігації, космонавтики, та наук про Землю (наприклад, для вимірювання дрейфу континентів або підвищення рівня моря).
Обсерваторія Ветцель також підтримує роботу обсерваторії AGGO в Ла-Платі в Аргентині з розбірним 6-метровим радіотелескопом і 9-метровим радіотелескопом Німецької антарктичної приймальної станції.

## Радіотелескоп Ветцель

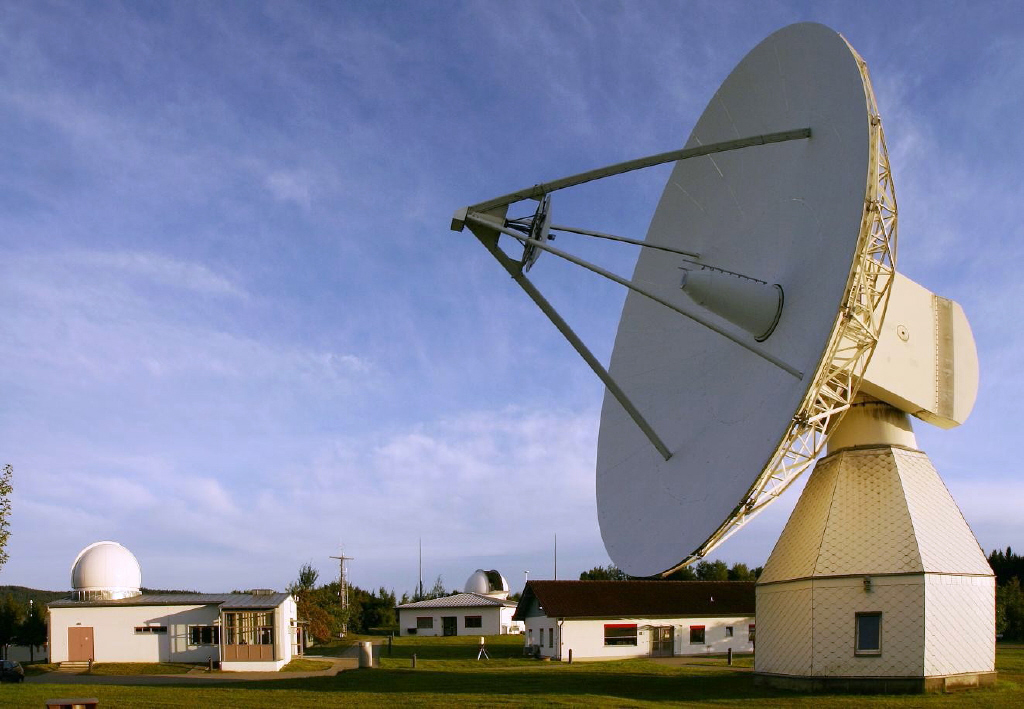
Радіотелескоп Ветцель

Радіотелескоп Ветцель (RTW 20) — це 20-метровий радіотелескоп для геодезії та радіоінтерферометрії з наддовгою базою й найбільший радіотелескоп геодезичної обсерваторії Ветцель. Будівництво приладу розпочали в 1981 році і завершили в 1983 році. Від самого початку він був спроєктований для геодезії.
Телескоп повертається на 270° за азимутом з південного напрямку в обидві сторони та на 90° за висотою, охоплюючи все небо. Головний відбивач складається з 60 алюмінієвих панелей товщиною 2,5 мм. Панелі розташовані в три кільця і можуть бути індивідуально налаштовані. Нижня третина головного дзеркала має підігрів, щоб запобігати накопиченню льоду та снігу. Головний відбивач має точність поверхні 0,35 мм. Гіперболічний вторинний відбивач має діаметр 2,7 м і точність поверхні 0,1 мм. Приймач охолоджується гелієм і працює при температурі 20 К (−253 °C). Час фіксується за допомогою водневого мазерного годинника.

## Інше обладнання

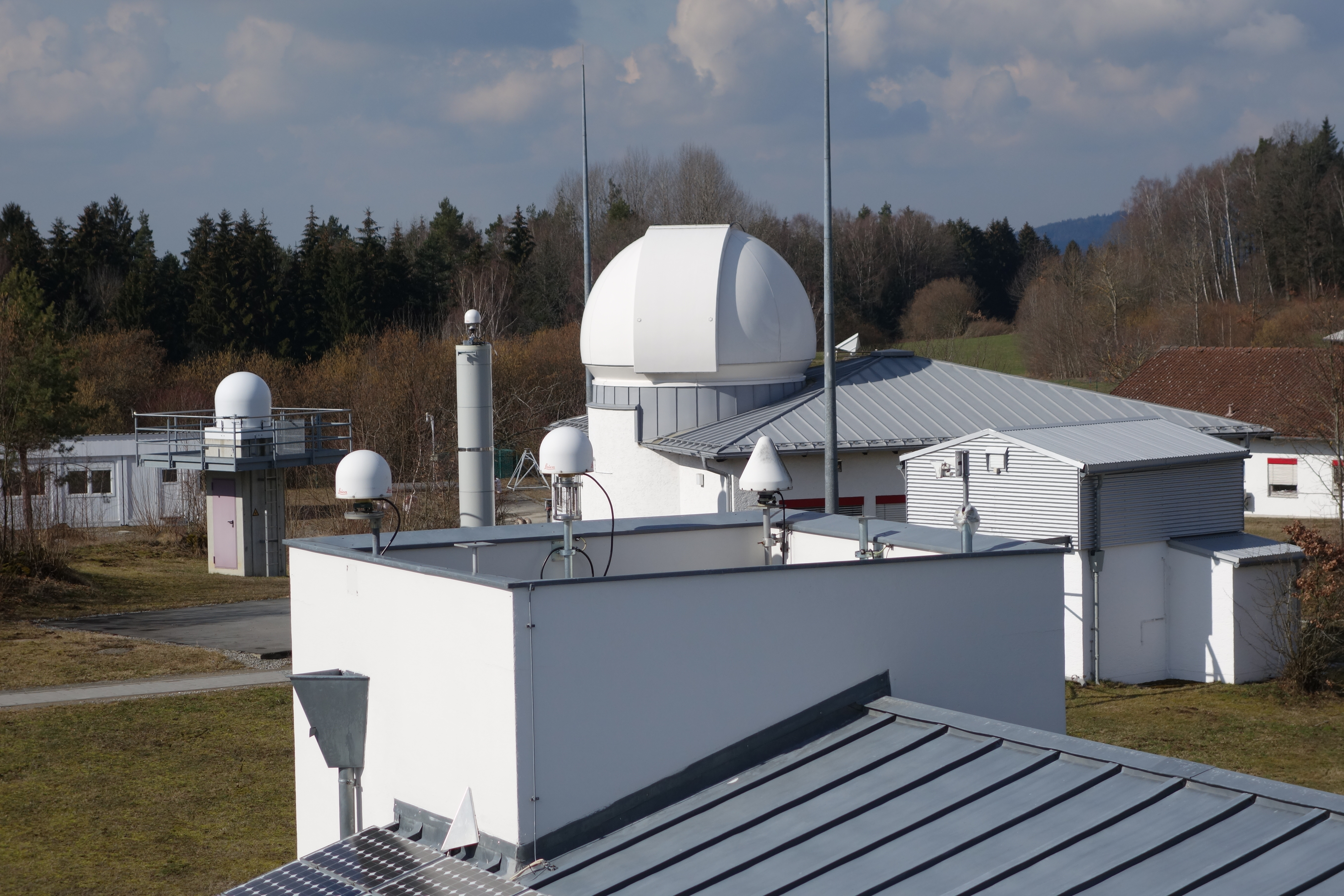
Купол лазерного телескопа WLRS з радіолокаційною вежею та мультицільовою системою, а також трьома антенами GNSS, 2016

На ділянці розміром приблизно 300 на 150 метрів поєднані всі сучасні методи спостереження супутникової геодезії та додаткові методи вимірювання, зокрема:
- лазерний телескоп для вимірювання відстані до супутників і місяця (WLRS)
- лазерний телескоп для вимірювання відстані з високою роздільною здатністю до низьколітаючих супутників (SOS-W)
- подвійна система, що складається з двох 13-метрових радіотелескопів і працює з 2012 року. Два радіотелескопи можна швидко переміщати, що дозволяє проводити більше різних вимірювань[7]. Системи також призначені для вимірювань методами радіоінтерферометрії з наддовгою базою (TTW-1 і TTW-2)
- кілька приймачів супутникової навігації для безперервних супутникових вимірювань
- високоточна система часу з кількома атомними годинниками та водневими мазерами, а також волоконно-оптична система для передачі точного часу з компенсацією затримки
- кільцевий лазер у підземній обсерваторії для спостереження за обертанням Землі. Цей кільцевий лазер розміром 4 × 4 метри є унікальним інструментом у світі й може виявляти відхилення тривалості дня порядку 0,1 мілісекунди. Для захисту від зовнішніх впливів і підтримки постійної температури він знаходиться в підземному бункері[7].
- система передавача для французької доплерівської системи DORIS[en]
- надпровідний гравіметр
- додаткове вимірювальне обладнання для сейсмічного та атмосферного моніторингу (сейсмометр, нахиломір, гідрологічні датчики, кліматична станція, радіометр водяної пари, температурний профайлер, детектор хмар)
- приміщення для управління та обслуговування.